# Keith Haring
Keith Allen Haring (4 de maio de 1958 - 16 de fevereiro de 1990) foi um artista americano que produziu uma forma de pop art surgida da subcultura do grafite de Nova York da década de 1980. Suas imagens animadas "se tornaram uma linguagem visual amplamente reconhecida". Grande parte de seu trabalho inclui alusões sexuais, que se transformaram em ativismo social, uma vez que Keith usava suas obras para advocar pelo sexo seguro e a conscientização sobre a AIDS. Além de exposições individuais em galerias, ele participou de renomadas mostras coletivas nacionais e internacionais, como “documenta”, em Kassel, a Whitney Biennal, em Nova York, a Bienal de São Paulo e a Venice Biennale. O Museu Whitney realizou uma retrospectiva de sua arte em 1997.
A popularidade de Haring cresceu a partir de seus desenhos livres no metrô de Nova York, que continham contornos de figuras, cães e outras imagens estilizadas em espaços publicitários pretos em branco. Depois de ganhar reconhecimento público, criou murais coloridos em escalas maiores, muitos deles encomendados. Ele produziu mais de 50 obras de arte públicas entre 1982 e 1989, muitas delas criadas voluntariamente para hospitais, creches e escolas. Em 1986, ele abriu a Pop Shop com o fim de ser uma extensão de seu trabalho. Seu trabalho posterior frequentemente transmitia temas políticos e sociais, como campanhas anti-crack, anti-apartheid, sexo seguro, homossexualidade e AIDS, por meio de sua própria iconografia.
Haring morreu de complicações relacionadas à AIDS, em 16 de fevereiro de 1990. Em 2014, ele foi um dos homenageados inaugurais na Rainbow Honor Walk em São Francisco, uma calçada da fama que destaca pessoas LGBTQ as quais "fizeram contribuições significativas em suas áreas". Em 2019, ele foi um das 50 pessoas na lista de "pioneiros, desbravadores e heróis" americanos inaugurais introduzidos no National LGBTQ Wall of Honor dentro do Stonewall National Monument, no Stonewall Inn da cidade de Nova York.

## Biografia
Haring nasceu em Reading, Pensilvânia, no dia 4 de maio de 1958. Ele foi criado em Kutztown, Pensilvânia, por sua mãe, Joan Haring, e seu pai, Allen Haring, um engenheiro e cartunista amador. Ele tinha três irmãs mais novas, Kay, Karen e Kristen. Ele se interessou por arte desde muito jovem e passava o tempo com seu pai produzindo desenhos criativos. Suas primeiras influências incluíram desenhos animados de Walt Disney, Dr. Seuss, Charles Schulz e os personagens Looney Tunes em The Bugs Bunny Show.
A família de Haring frequentava a United Church of Christ e, por isto, Keith se envolveu com o Jesus movement em sua adolescência. Mais tarde, ele viajou de carona pelo país, vendendo camisetas que ele fez com o Grateful Dead e designs anti-Nixon. Ele se formou na Kutztown Area High School, em 1976 e estudou arte comercial de 1976 a 1978 na Ivy School of Professional Art de Pittsburgh, mas acabou perdendo o interesse, inspirado a se concentrar em sua própria arte após ler The Art Spirit (1923), de Robert Henri.
Haring tinha um emprego de manutenção no Pittsburgh Arts and Crafts Center e pôde explorar a arte de Jean Dubuffet, Jackson Pollock e Mark Tobey. Durante esta época, foi fortemente influenciado por uma retrospectiva de 1977 do trabalho de Pierre Alechinsky e por uma palestra que o escultor Christo deu em 1978. A partir do trabalho de Alechinsky, se sentiu encorajado a criar grandes imagens que apresentavam escrita e personagens. Após Christo, Haring foi apresentado a maneiras de incorporar o público em sua arte. Sua primeira exposição significativa foi no Pittsburgh Arts and Crafts Center em 1978.
Haring mudou-se para o Lower East Side de Nova York em 1978 para estudar pintura na School of Visual Arts, onde trabalhou como ajudante de garçom na boate Danceteria.  Em seus estudos, ele aprendeu semiótica com Bill Beckley e experimentou com vídeo e arte performática. Haring também foi muito influenciado em sua arte pelo autor William Burroughs.
Em 1978, Haring escreveu em seu diário: "Estou me tornando muito mais consciente do movimento. A importância do movimento é intensificada quando uma pintura se torna uma performance. A performance (o ato de pintar) se torna tão importante quanto a pintura resultante." 
Em dezembro de 2007, uma área do American Textile Building no bairro de TriBeCa, na cidade de Nova York, foi descoberta com uma pintura de Haring de 1979.

#### Trabalhos Iniciais: 1980-1981
Haring recebeu a atenção pública pela primeira vez com sua arte em grafitti em metrôs, onde ele criava desenhos com giz branco em painéis publicitários pretos que não eram utilizados localizados nas estações. Ele considerava o metrô seu "laboratório"; um lugar onde ele podia experimentar e criar sua arte e via o papel publicitário preto como um espaço livre e "o lugar perfeito para desenhar". O Bebê Radiante, um bebê engatinhando e emanando raios de luz, tornou-se seu símbolo mais reconhecido, o usando como sua tag para assinar seu trabalho enquanto artista do metrô. Símbolos e imagens (como cães latindo, discos voadores e grandes corações) tornaram-se comuns em seu trabalho e iconografia. Como resultado, as obras de Haring se espalharam rapidamente e ele se tornou cada vez mais reconhecível.
A técnica de recorte nos escritos de William S. Burroughs e Brion Gysin inspirou o trabalho de Keith com letras e palavras. Em 1980, ele criou manchetes a partir da sobreposição de palavras e anexou centenas destas a postes de luz em Manhattan, que incluíam frases como "Reagan morto por policial herói" e "Papa morto por libertar refém". No mesmo ano, como parte de sua participação no The Times Square Show com um de seus primeiros projetos públicos, Haring alterou um banner de propaganda localizado acima de uma entrada do metrô na Times Square que mostrava uma mulher abraçando as pernas de um homem, escurecendo a primeira letra para que essencialmente se lesse "hardón" em vez de "Chardón", uma marca de roupas francesa. Posteriormente, ele usou outras formas de material comercial para espalhar seu trabalho e mensagens, o que incluía a produção em massa de botões e ímãs para distribuir e trabalhar por cima de anúncios do metrô.
Em 1980, Haring começou a organizar exposições no Club 57, que foram filmadas por seu amigo próximo, o fotógrafo Tseng Kwong Chi. Em fevereiro de 1981, Haring realizou sua primeira exposição individual no Westbeth Painters Space no West Village. Em novembro de 1981, a Hal Bromm Gallery em Tribeca apresentou a primeira exposição individual do artista em uma galeria comercial.
O grande avanço e ascensão à fama: 1982–1986
Em janeiro de 1982, Haring foi o primeiro dos doze artistas reunidos pelo Public Art Fund a exibir trabalhos no outdoor “Spectacolor”, um outdoor animado por computação, na Times Square. Naquele verão, Haring criou seu primeiro grande mural ao ar livre no Houston Bowery Wall no Lower East Side. Em suas pinturas, ele costumava usar linhas para mostrar energia e movimento. Muitas vezes, Haring trabalhava rapidamente a fim de tentar criar o máximo de trabalho possível — às vezes completando até 40 pinturas em um dia. Uma de suas obras, Untitled (1982), retrata duas figuras com um padrão repetitivo radiante de amor-coração, que os críticos interpretaram como uma alusão ousada ao amor homossexual e um posicionamento cultural significativo.
Em 1982, Haring participou da Documenta 7 em Kassel, na qual suas obras foram exibidas ao lado de Joseph Beuys, Anselm Kiefer, Gerhard Richter, Cy Twombly, Jean-Michel Basquiat e Andy Warhol. Em outubro de 1982, ele teve uma exposição na Tony Shafrazi Gallery com seu colaborador e grafiteiro Angel "LA II" Ortiz. Naquele ano, ele esteve em várias exposições coletivas, incluindo Fast na Alexander Milliken Gallery em Nova York. Haring projetou o pôster para o Montreux Jazz Festival de 1983 na Suíça.
Em fevereiro de 1983, Haring teve uma exposição individual na Fun Gallery, em East Village, Manhattan. Naquele ano, Haring participou da Bienal de São Paulo no Brasil e da Bienal do Whitney em Nova York. Em abril de 1983, Haring foi contratado para pintar um mural, Construction Fence, no canteiro de obras do Museu de Arte Haggerty, em Milwaukee. Mais tarde naquele ano, Haring participou da exposição Urban Pulses: the Artist and the City em Pittsburgh pintando com spray uma sala no Pittsburgh Center for the Arts e criando um mural ao ar livre no PPG Place. Em outubro de 1983, Elio Fiorucci convidou Haring para Milão para pintar as paredes de sua loja Fiorucci. Enquanto Haring estava em Londres para a abertura de sua exposição na Robert Fraser Gallery em outubro de 1983, ele conheceu e começou a colaborar com o coreógrafo Bill T. Jones. Haring usou o corpo de Jones como tela para pintá-lo da cabeça aos pés.
Haring e Angel "LA II" Ortiz produziram o design de uma camiseta para a marca de roupas WilliWear Productions de seus amigos Willi Smith e Laurie Mallet em 1984. Depois que Haring foi assunto de um análise em um artigo da revista Paper, a estilista Vivienne Westwood entrou em contato com a editora-chefe Kim Hastreiter para facilitar um encontro com Haring, que a presenteou com duas grandes folhas de desenhos que foram posteriormente transformados por ela em tecidos para sua coleção Witches Outono/Inverno 1983–84. A amiga de Haring, Madonna, usou uma saia da coleção no videoclipe de seu single de 1984 "Borderline".
À medida que Haring ascendia ao estrelato, ele continuou a desenhar no metrô, contrastando com os preços cada vez mais exorbitantes de seu trabalho. Ele gostava de dar seu trabalho de graça e muitas vezes distribuía botões e pôsteres de seu trabalho gratuitamente. Em 1984, ele lançou um livro intitulado Art in Transit, que contava com fotografias de Tseng Kwong Chi e uma introdução feita por Henry Geldzahler. A rápida ascensão de Haring ao status de celebridade internacional foi coberta pela mídia. Por exemplo, sua arte foi capa da edição de fevereiro de 1984 da Vanity Fair e ele foi destaque na edição de outubro de 1984 da Newsweek.
Em 1984, o Departamento de Saneamento da Cidade de Nova York pediu a Haring que desenhasse um logotipo para sua campanha anti-lixo. Haring participou da Bienal de Veneza, sendo convidado a criar murais temporários na National Gallery of Victoria e na Art Gallery of New South Wales. Durante sua visita à Austrália, ele pintou o permanente Keith Haring Mural no Collingwood Technical College, em Melbourne. Naquele ano, Haring também pintou murais no Walker Art Center em Minneapolis e na região de Serra Grande, na Bahia. Mais tarde naquele ano, ele projetou o cenário para a produção de Secret Pastures de Bill T. Jones e Arnie Zane na Brooklyn Academy of Music.
Haring foi contratado pelas Nações Unidas para criar uma capa do primeiro dia do selo das Nações Unidas e a edição limitada de uma litografia que acompanhava o selo para celebrar 1985 como o Ano Internacional da Juventude. Ele projetou decorações para cenários da MTV e pintou murais para várias instituições de arte e casas noturnas, como o Palladium, em Manhattan. Em março de 1985, Haring pintou as paredes do Grande Halle de la Villette para a Bienal de Paris. Em julho de 1985, ele fez uma pintura para o show Live Aid no Estádio J.F.K., na Filadélfia. Além disso, ele pintou um carro do negociante de arte Max Protetch para ser leiloado cujo lucro foi doado para o combate à fome na África. Haring continuou a ser politicamente ativo também; criou pôsteres do movimento África do Sul Livre em 1985 e um pôster para a Grande Marcha pela Paz de 1986 pelo Desarmamento Nuclear Global.
Na primavera de 1986, Haring montou uma exposição individual no Museu Stedelijk em Amsterdã e pintou um mural. Em 1986, Haring também criou murais públicos no saguão e no departamento de atendimento ambulatorial do Woodhull Medical and Mental Health Center na Flushing Avenue, no Brooklyn.
Em junho de 1986, Haring criou um banner de 27 metros intitulado CityKids Speak on Liberty em conjunto com a The CityKids Foundation para comemorar o centenário da chegada da Estátua da Liberdade nos Estados Unidos. Mais tarde naquele mês, ele criou seu mural Crack Is Wack no East Harlem, que era visível da FDR Drive de Nova York. O mural foi originalmente considerado vandalismo pelo Departamento de Polícia de Nova York e, por conta disso, Haring foi preso. Mas depois que a mídia local divulgou a história, Haring foi solto sob uma acusação menor. Enquanto estava na prisão, seu trabalho no mural foi vandalizado. Este mural é um exemplo do emprego de Haring da conscientização em vez do consumismo, "Crack é Wack" em vez de "Coca é isso". Ele pintou uma versão atualizada do mural na mesma parede em outubro de 1986. 
Em 23 de outubro de 1986, Haring criou um mural no Muro de Berlim para o Checkpoint Charlie Museum. O mural tinha 300 metros de comprimento e retratava figuras humanas vermelhas e pretas entrelaçadas sobre um fundo amarelo. As cores eram uma representação da bandeira alemã e simbolizavam a esperança da união entre a Alemanha Oriental e Ocidental. 
Haring começou a colaborar com Grace Jones, que ele conheceu por meio de Andy Warhol, para uma sessão de fotos da revista Interview em 1984. Haring pintou uma saia para Jones usar em seu videoclipe "I'm Not Perfect (But I'm Perfect for You)" (1986) e ele foi o assistente de direção do vídeo. Ele também pintou o corpo de Jones para apresentações ao vivo no Paradise Garage, e para seu papel de Katrina, a Rainha dos Vampiros, no filme Vamp de 1986. Haring colaborou com David Spada, um designer de joias, para projetar os adornos esculturais para Jones.
Haring também ilustrou capas de vinil para vários artistas, como "Without You" de David Bowie (1983), Life Is Something Special (1983) dos Peech Boys de N.Y.C., "Duck For The Oyster" de Malcolm McLaren (1983) e "Someone Like You" de Sylvester (1986). Ele também colaborou com Warhol para projetar o pôster para o Montreux Jazz Festival de 1986 na Suíça. O pôster também foi usado para o Montreux-Detroit Jazz Festival de 1986 em Detroit.

#### Pop Shop: 1986
Em abril de 1986, a Pop Shop foi inaugurada no Soho, uma loja que vendia camisetas, pôsteres e outros itens que continham o trabalho de Haring. Isso tornou o trabalho de Haring facilmente acessível para compra a preços razoáveis.Tendo alcançado o que queria, que era "levar o trabalho ao grande público", Haring parou completamente de desenhar no metrô. Ele também parou com seus desenhos no metrô porque as pessoas estavam pegando os desenhos de lá e vendendo-os.
Alguns criticaram Haring por comercializar seu trabalho. Quando questionado sobre isso, Haring disse: "Eu poderia ganhar mais dinheiro se eu apenas pintasse algumas coisas e aumentasse muito o preço. Minha loja é uma extensão do que eu estava fazendo nas estações de metrô, quebrando as barreiras entre a alta e a baixa arte." A Pop Shop permaneceu aberta após a morte de Haring até 2005, com os lucros beneficiando a Keith Haring Foundation.
A Pop Shop não foi o único esforço de Haring para tornar seu trabalho amplamente acessível. Ao longo de sua carreira, Haring fez arte em metrôs e outdoors. Suas tentativas de fazer com que o público se identificasse com seu trabalho também podem ser vistas na falta de informações sobre as idades, raças ou identidades de suas figuras. Com a chegada da Pop Shop, seu trabalho começou a refletir temas mais sociopolíticos, como o movimento antiapartheid, conscientização sobre AIDS e a epidemia de crack.
Últimos anos e morte: 1987–1990
De 1982 a 1989, Haring foi destaque em mais de 100 exposições individuais e coletivas e produziu mais de 50 obras de arte públicas em dezenas de instituições de caridade, hospitais, creches e orfanatos. Haring era abertamente gay e usou seu trabalho para defender o sexo seguro. Ele foi diagnosticado com HIV em 1987 e AIDS no outono de 1988. Ele usou seu imaginário durante os últimos anos de sua vida para falar sobre sua doença e gerar ativismo e conscientização sobre a AIDS.
Em 1987, Haring teve exposições em Helsinque, Paris e outros lugares. Durante sua estadia em Paris para a exposição do 10º aniversário de artistas americanos no Centre Georges Pompidou, Haring e seu parceiro Juan Rivera pintaram o mural Tower em uma escadaria externa de 27 metros de altura no Hospital Necker-Enfants Malades. Quando estava na Bélgica para sua exposição na Galeria 121, Haring pintou um mural no Museu de Arte Contemporânea de Antuérpia.
No mesmo ano, Haring também foi convidado pelo artista Roger Nellens para pintar um mural em seu Casino Knokke. Enquanto trabalhava lá, Haring ficou em Le Dragon, uma casa de hóspedes em forma de monstro que pertencia a Nellens  e que havia sido projetada pelo artista Niki de Saint Phalle. Com o consentimento do designer e do proprietário, Haring pintou um mural de afresco que se estendia ao longo de uma sacada interna e uma escadaria.
Haring projetou um carrossel para o Luna Luna de André Heller, um parque de diversões efêmero em Hamburgo de junho a agosto de 1987 com brinquedos projetados por renomados artistas contemporâneos. Em agosto de 1987, Haring pintou um grande mural na piscina ao ar livre do Carmine Street Recreation Center no West Village. Em setembro de 1987, ele pintou um mural temporário denominado Detroit Notes no Cranbrook Art Museum, em Bloomfield Hills, Michigan. O trabalho revela uma fase mais sombria no estilo de Haring, que o diretor do Cranbrook Art Museum, Andrew Blauvelt, especula que prenunciou a confirmação de seu diagnóstico de AIDS.
Haring projetou a capa do álbum beneficente de 1987 "A Very Special Christmas" e do single "Christmas In Hollis" do Run-DMC, cujos lucros foram para as Olimpíadas Especiais. A imagem da coletânea musical A Very Special Christmas consiste em uma figura típica de Haring segurando um bebê. Sua "iconografia de Jesus" é considerada incomum em álbuns de datas festivas do rock moderno.
Ainda em 1987, Haring pintou um mural em um lote localizado no bairro de Point Breeze, na Filadélfia, intitulado "We the Youth" para comemorar o bicentenário da Constituição dos Estados Unidos. O mural, originalmente planejado como uma marcador de posição, faria parte de uma nova casa geminada, porém esta nunca foi construída e o lote se tornou um parque. Ele passou por uma grande restauração em 2013 e é o mural público mais antigo de Haring em seu local original.
Em 1988, Haring se juntou a um seleto grupo de artistas cujo trabalho apareceu no rótulo do vinho Chateau Mouton Rothschild.Em janeiro de 1988, ele viajou para o Japão para abrir a Pop Shop Tokyo, que acabou fechando no verão de 1988. Em abril de 1988, Haring criou um mural em South Lawn para o White House Easter Egg Roll anual, que foi doado por ele ao Children's National Hospital, em Washington, D.C. No final do verão, Haring viajou para Düsseldorf, na Alemanha, para uma exposição de suas pinturas e esculturas na Hans Mayer Gallery. Em dezembro de 1988, a exposição de Haring foi inaugurada na Tony Shafrazi Gallery, que ele afirmou ser sua exposição mais importante até o momento. Ele sentiu que tinha algo a provar por causa de sua condição de saúde e das mortes de seus amigos Andy Warhol e Jean-Michel Basquiat.
Em fevereiro de 1989, Haring pintou o mural Todos Juntos Podemos Parar a SIDA no bairro de Barrio Chino, em Barcelona, para aumentar a conscientização sobre a epidemia de AIDS. Em maio de 1989, a convite de um professor chamado Irving Zucker, Haring visitou Chicago para pintar um mural de aproximadamente146 metros no Grant Park junto com quase 500 alunos. Três outros murais de Haring apareceram em Chicago na mesma época: dois no Rush University Medical Center e outro na Wells Community Academy High School. Este último foi concluído dias antes da chegada de Haring em Chicago, como uma espécie de boas-vindas. De acordo com Zucker, Haring enviou à escola um modelo de design para o mural, que foi executado por um colega professor Tony Abboreno, um artista abstrato e alunos de arte da Wells High School, mas Haring deu sua aprovação final e assinou ele mesmo.
Para o The Center Show, uma exposição que celebra o 20º aniversário dos motins de Stonewall, Haring foi convidado pelo Lesbian and Gay Community Services Center em Nova York para criar uma obra específica do local. Ele escolheu o banheiro masculino do segundo andar para pintar seu mural Once Upon a Time... em maio de 1989. Em junho de 1989, Haring pintou seu mural Tuttomondo na parede posterior do convento da igreja de Sant'Antonio Abate, em Pisa. Haring criticou a evitação de questões sociais como a AIDS por meio de sua obra chamada Rebel with Many Causes (1989) que gira em torno do tema "hear no evil, see no evil, speak no evil"  ("não ouça o mal, não veja o mal, não fale o mal"), uma frase muito popular com origem em um ditame oriental. Durante a última semana de novembro de 1989, Haring pintou um mural no ArtCenter College of Design em Pasadena para o evento "Day Without Art". O mural foi homenageado em 1º de dezembro, o segundo Dia Anual de Conscientização sobre a AIDS. Ele comemorou o mural em 1º de dezembro, Dia Mundial da AIDS, e disse ao Los Angeles Times: "Minha vida é minha arte; é algo interligado. Quando a AIDS se tornou uma realidade em relação a minha vida, ela começou a se tornar um assunto em minhas pinturas. Quanto mais afetava minha vida, mais afetava meu trabalho." De Pasadena, Haring voou para Atlanta para a abertura de sua exposição em dupla com o fotógrafo Herb Ritts na Fay Gold Gallery em 2 de dezembro. Em 1990, Haring pintou um carro de modelo BMW Z1 na Hans Mayer Gallery em Düsseldorf. Ele viajou para Paris para o que seria sua última exposição, Keith Haring 1983, na Galerie 1900-2000/La Galerie de Poche em janeiro de 1990.
Em 16 de fevereiro de 1990, Haring morreu de complicações relacionadas à AIDS em seu apartamento em LaGuardia Place, em Greenwich Village. Ele foi cremado e suas cinzas foram espalhadas em um campo perto de Bowers, na Pensilvânia, ao sul de sua cidade natal, Kutztown. Três meses após sua morte, Haring apareceu postumamente no documentário de Rosa von Praunheim Silence = Death (1990), sobre artistas gays na cidade de Nova York lutando pelos direitos das pessoas com AIDS. Foi lançado em 4 de maio, que seria seu 32º aniversário.

## Legado

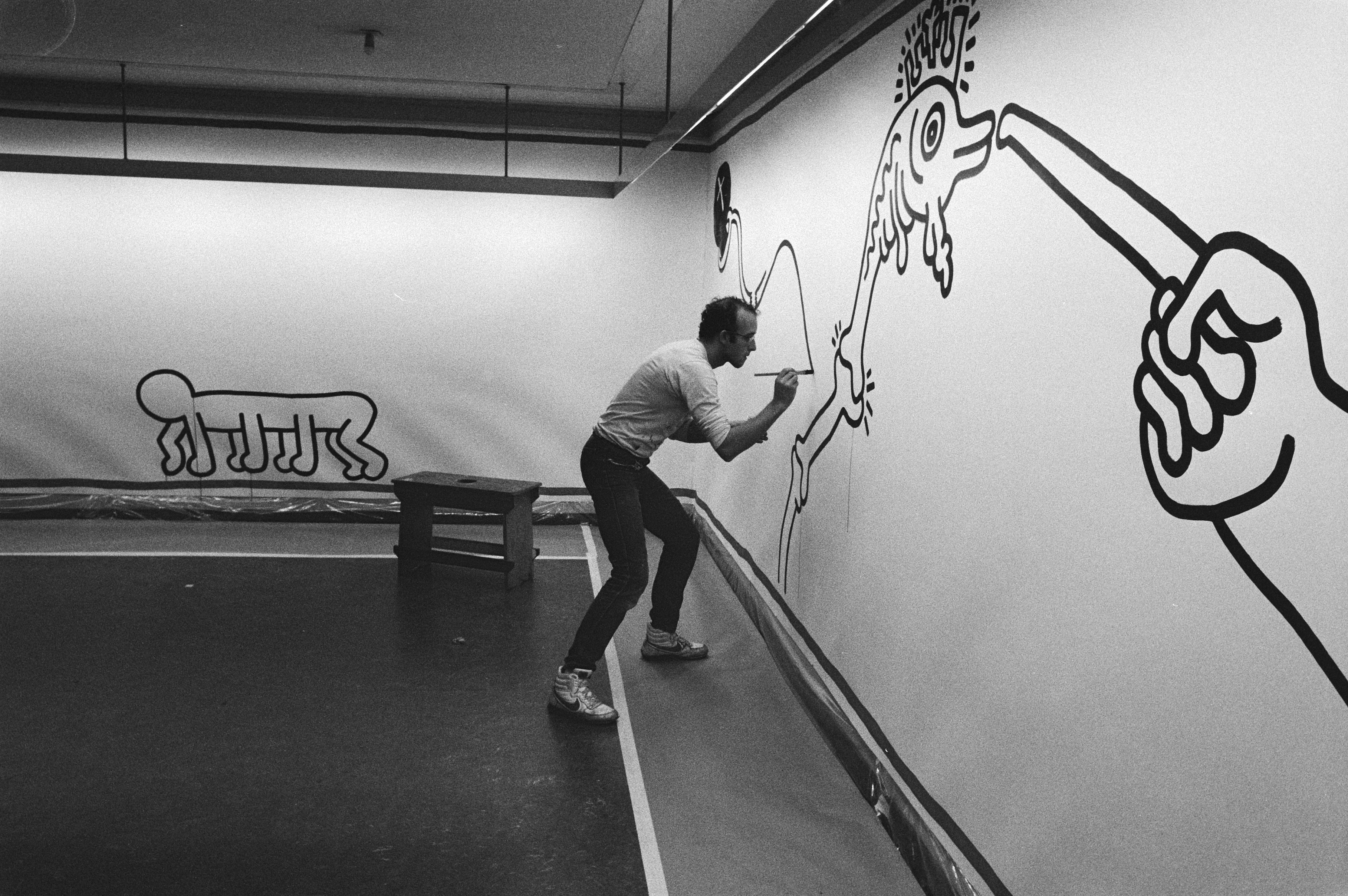
Keith Haring em Amsterdam (1986)

Estabelecida pelo artista em 1989, a Keith Haring Foundation, atua com o objetivo de preservar seu legado e contribuir com organizações não governamentais que atuam apoiando pesquisas sobre a AIDS, e estimulando projetos infantis, e de educação artística.
Em 2014, Haring foi um dos homenageados no Rainbow Honor Walk, uma caminhada pela fama realizada no bairro de Castro, em São Francisco, destacando pessoas LGBTQ que contribuíram de maneira significativa na comunidade. Em junho de 2019, esteve entre as cinquenta figuras homenageadas no "Muro de Honra Nacional LGBTQ", localizado no Stonewall Inn em Nova Iorque.

### Galeria

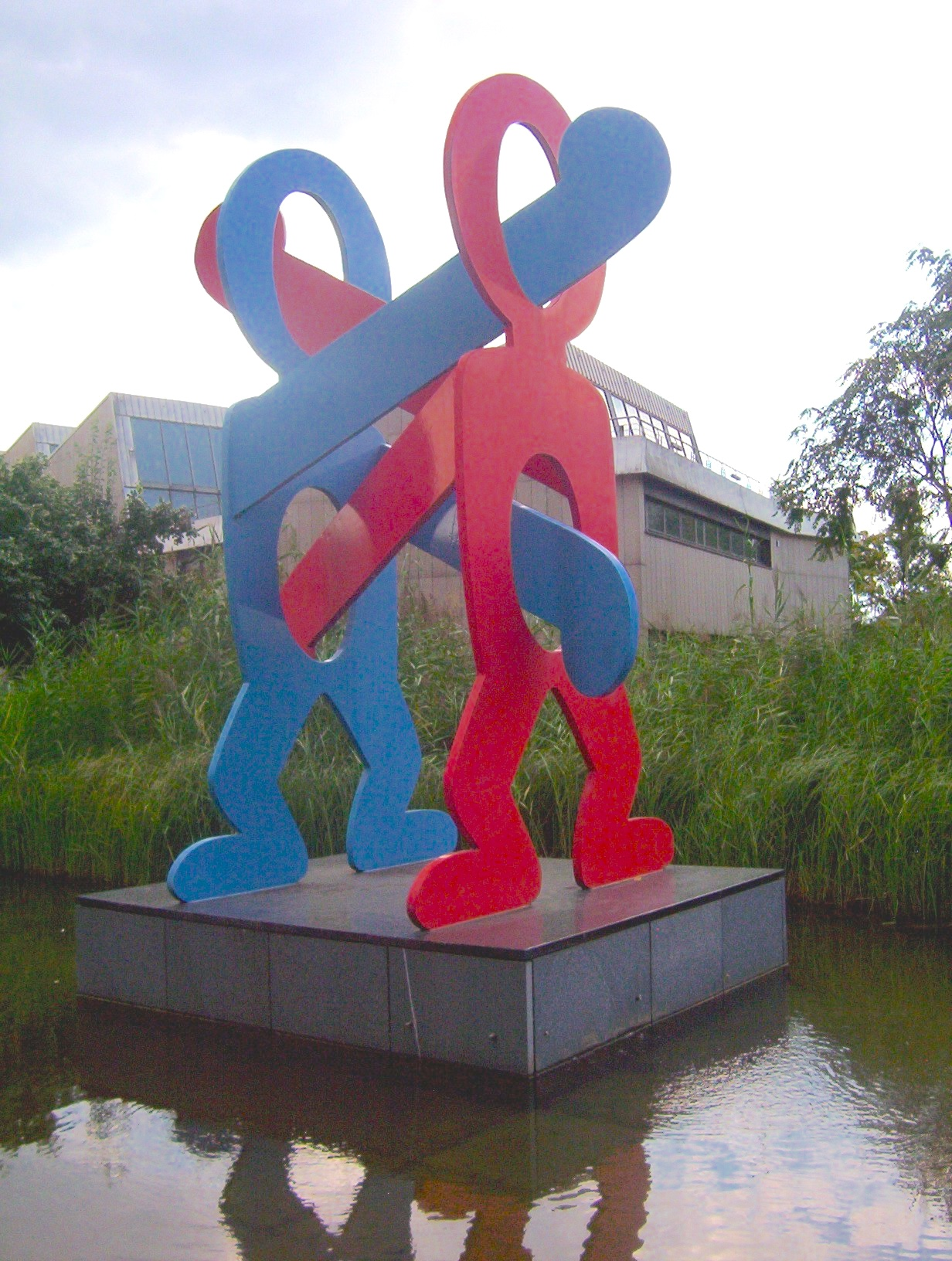
Escultura "The Boxers" de 1987, em Berlim.
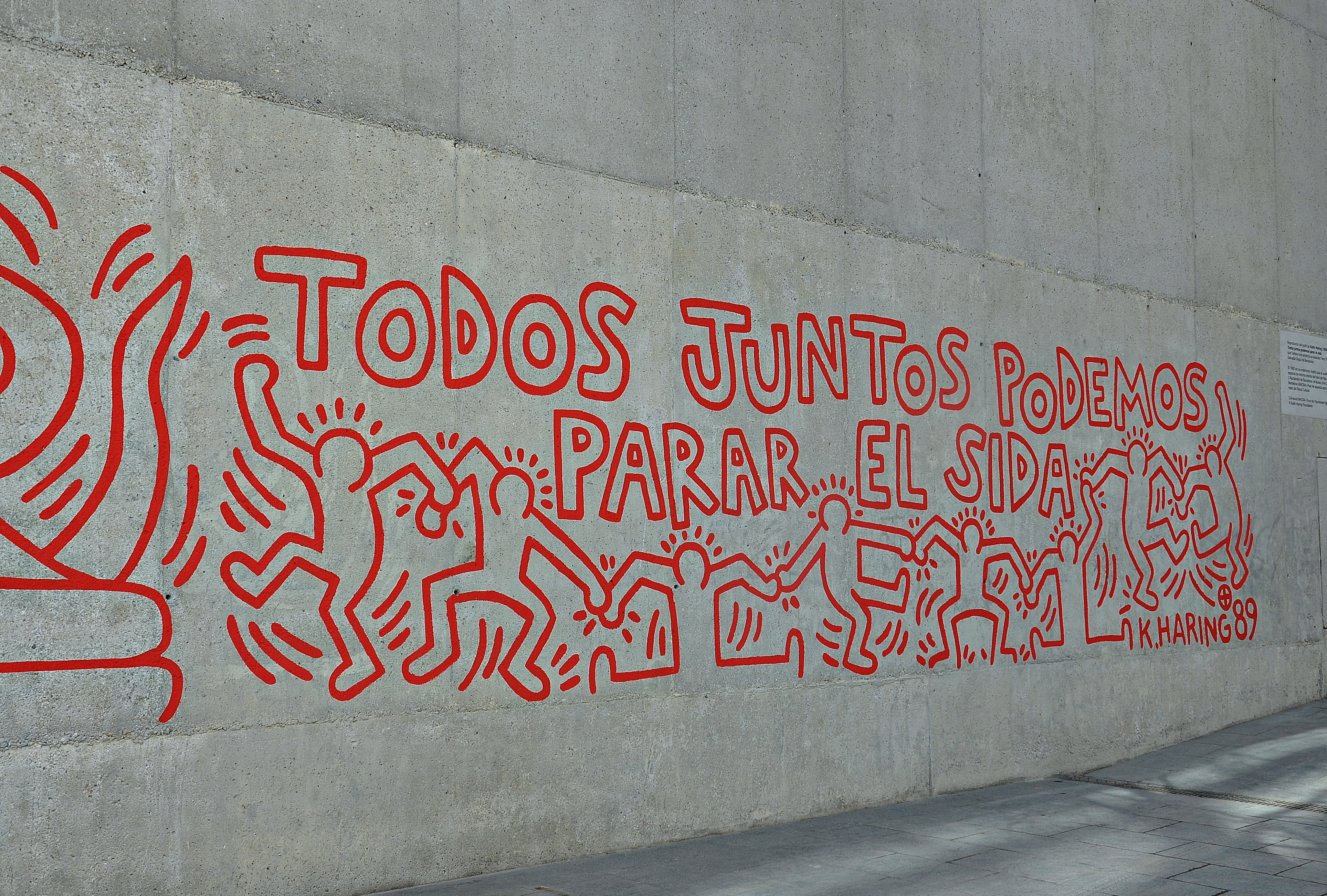
"Todos Juntos Podemos Parar el SIDA" (1989), em Barcelona.
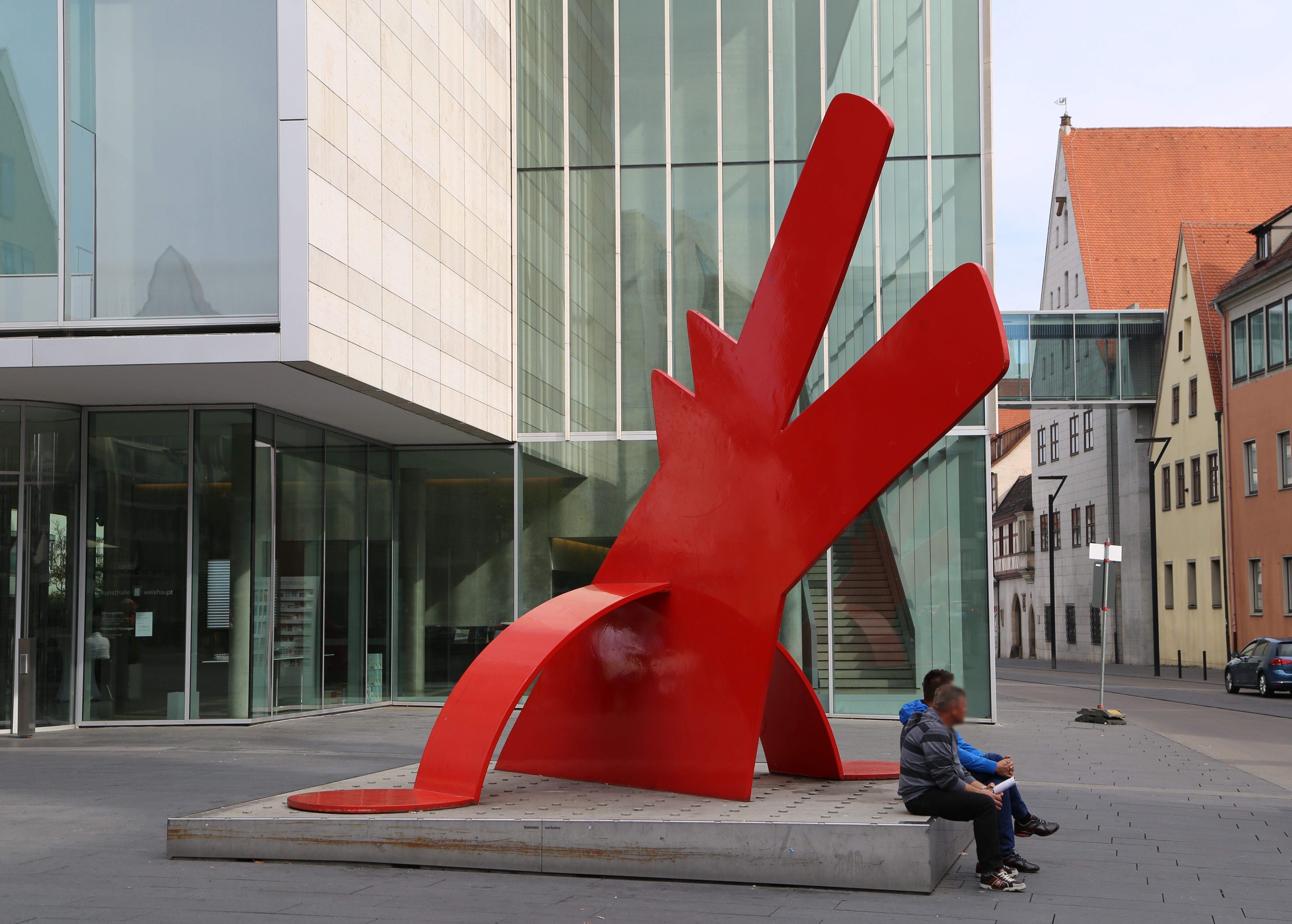
Escultura do artista, localizada em Ulm, Alemanha.
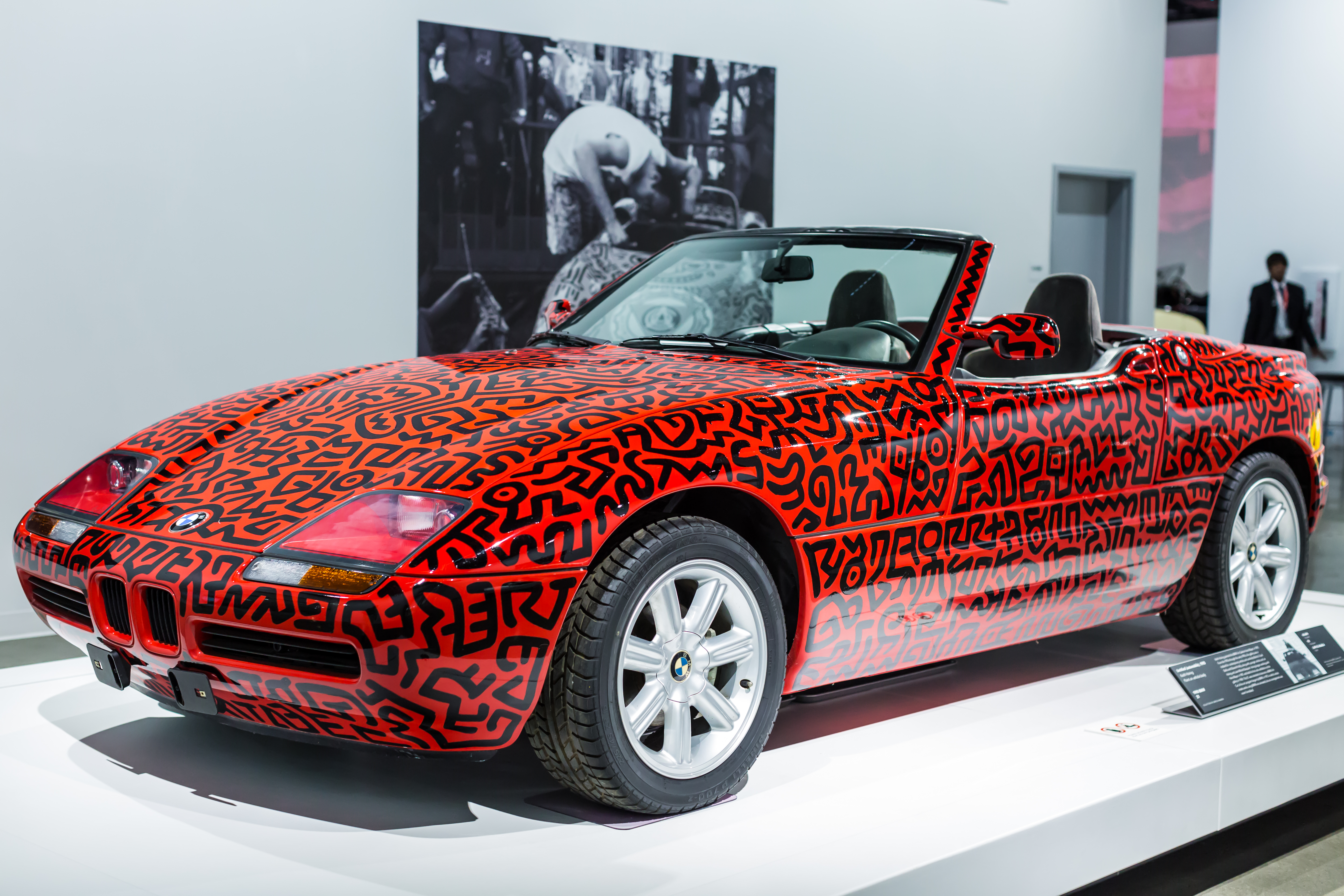
Um automóvel BMW Z1 pintado pelo artista, exposto no Museu Automotivo Petersen.
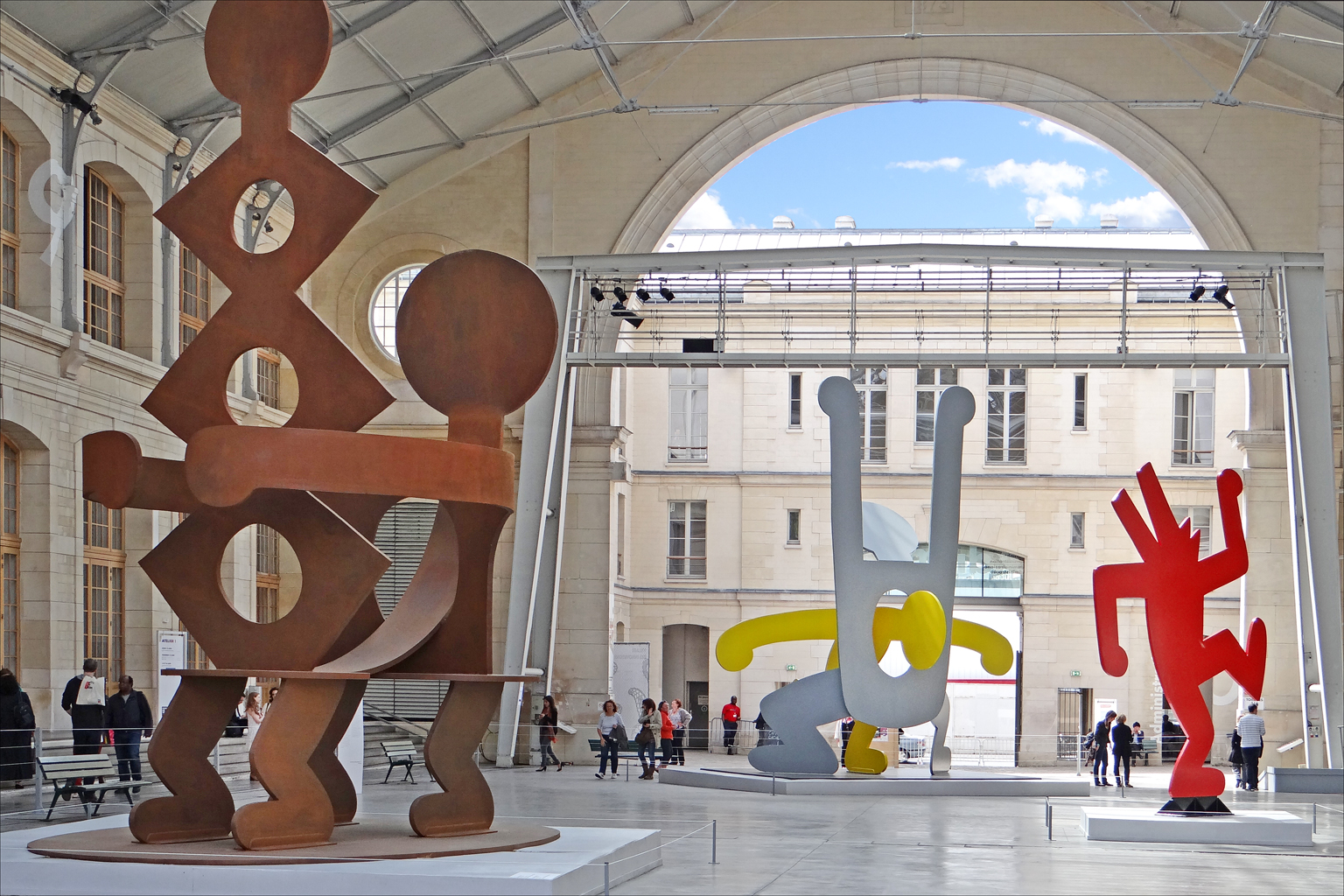
Esculturas feitas por Haring, em Paris.
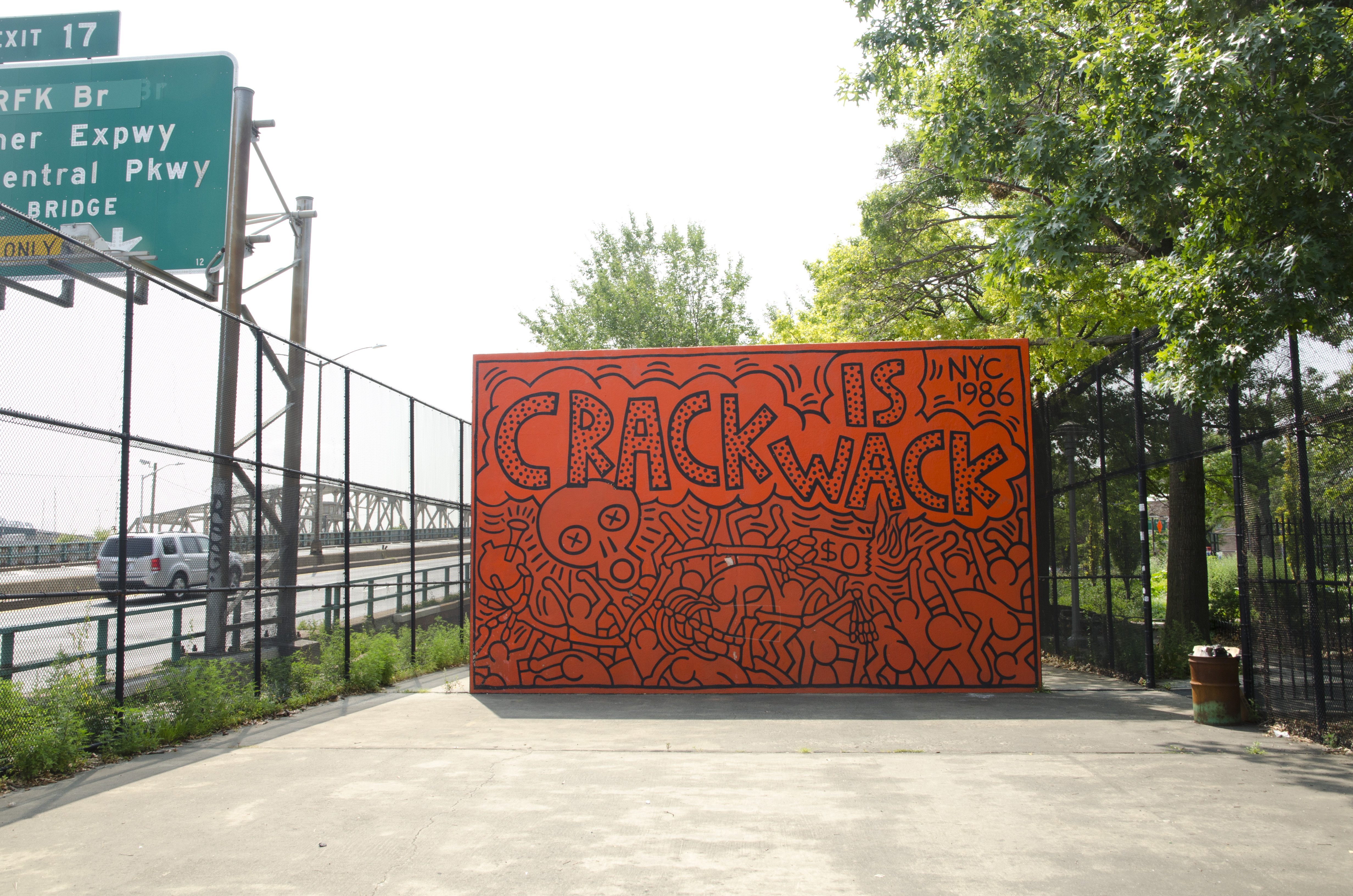
"Crack is Wack", pintado por Haring em Nova Iorque.
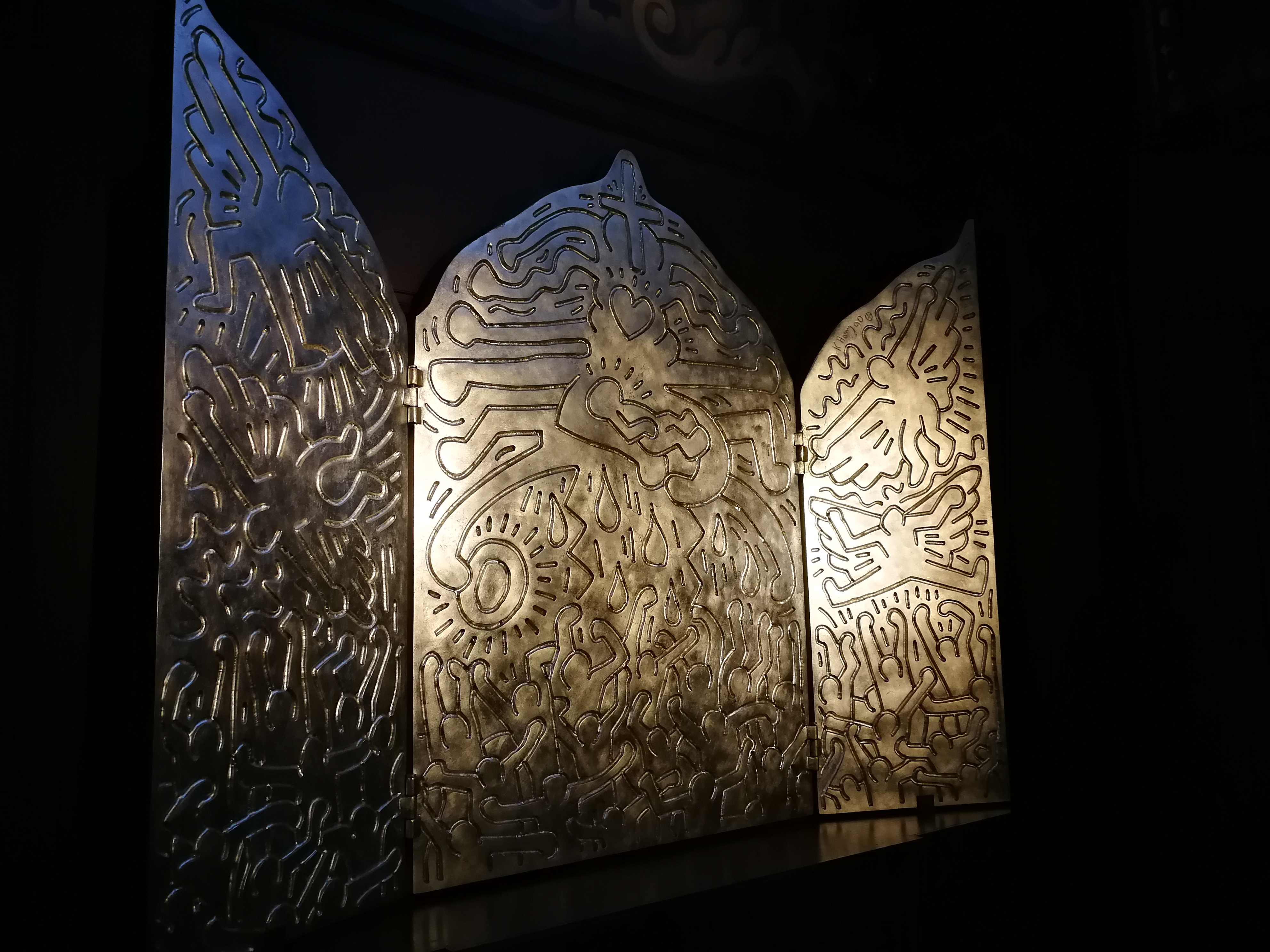
Obra de Haring na Igreja de Santo Eustáquio, em Paris.